# Adnan Al-Talyani
Adnan Khamees Al-Talyani (em árabe: عدنان الطلياني - Sharjah, 30 de outubro de 1964) é um ex-futebolista emiratense, que atuava como atacante, disputou a Copa de 1990.

## Carreira

### Clubes
Por clubes, jogou em apenas uma agremiação, o Al-Shaab, entre 1980 e 1999, quando, apesar de ter recebido propostas para jogar fora dos Emirados, a lei islâmica impediu o atleta de atuar em outro campeonato a não ser o Campeonato Emiratense. Por este motivo, Al-Talyani resolveu encerrar a carreira, aos 34 anos.

## Seleção

### Copa de 1990
Al-Talyani estreou na Seleção dos EAU em 1983. Esteve entre os 22 convocados para a Copa de 1990, única disputada pelo país. Após não-classificações consecutivas para os principais torneios organizados pela FIFA (exceção feita à Copa das Confederações de 1997).

### Recorde de mais partidas por uma seleção asiática
Al-Talyani resolveu encerrar sua trajetória internacional em 1997. Foram 164 partidas e 53 gols marcados, números que fazem do atacante o segundo jogador com mais partidas por uma seleção asiática. Só perde para o ex-goleiro Mohammad Al-Deayea, que teve 181 oportunidades de atuar pela Arábia Saudita.

## Títulos
Emirados Árabes Unidos
- Copa da Ásia de 1996: 2º Lugar